# Попа, Челестина
Челести́на По́па (рум. Celestina Popa; род. 12 июля 1970, Плоешти, Румыния) — румынская гимнастка, серебряная медалистка Олимпийских игр в командном первенстве (1988). До этого на Чемпионатах мира становилась сначала серебряной медалисткой в командном первенстве (1985), а в 1987 году золотой.